# Hallertau

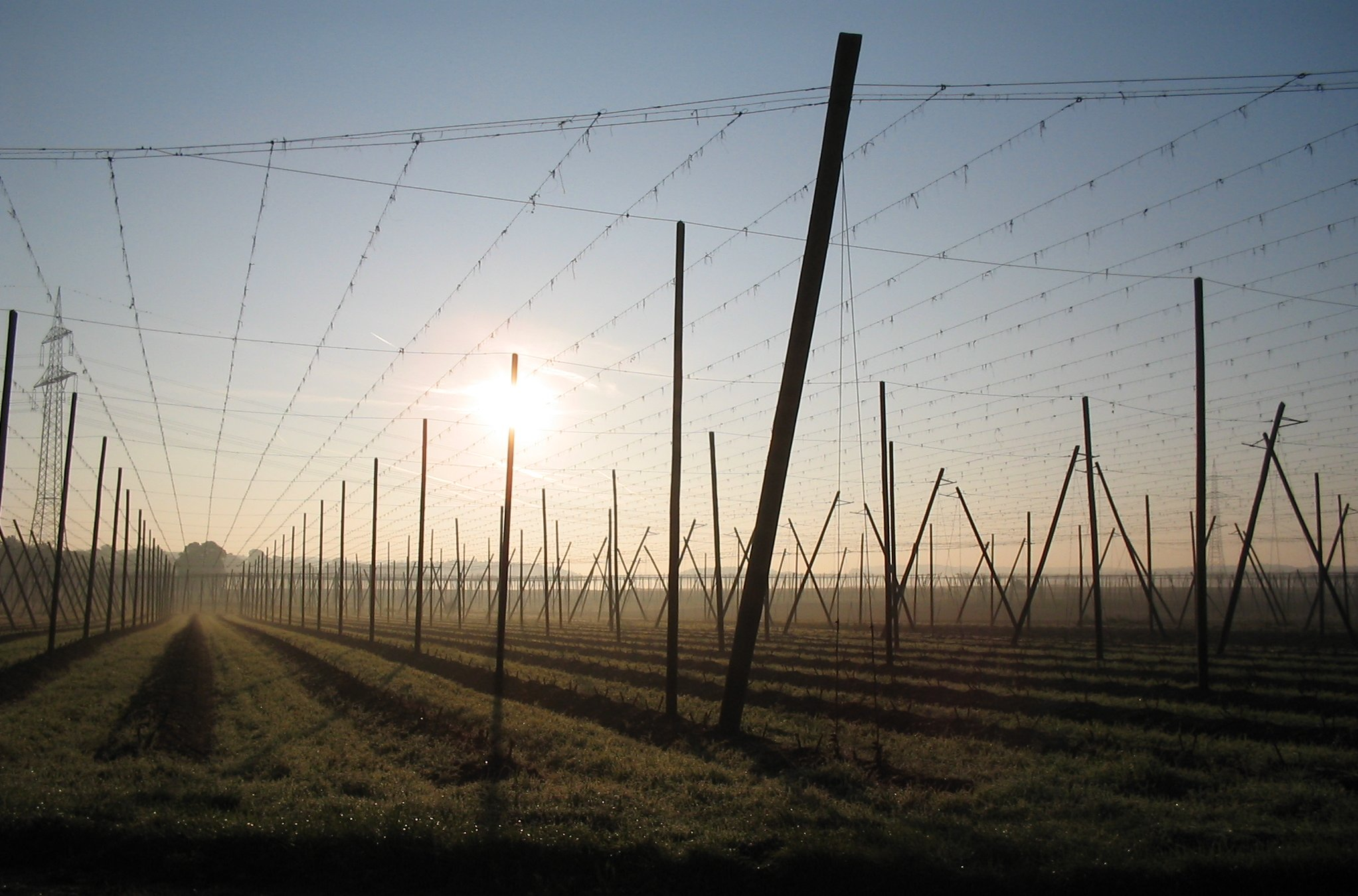
Nascer do sol sobre os jardins de lúpulo colhido (Humulus lupulus) em Hallertau.

O Hallertau ou Holledau é uma área na Baviera, Alemanha. Com 178 km², é listada como a maior área de plantio contínuo de lúpulo do mundo. A Alemanha produz cerca de um terço do lúpulo do mundo (usados como aromatizantes e estabilizantes durante a produção de cerveja), mais de 80% dos quais são cultivados na Hallertau.

## Produção de Lúpulo Mundial
A produção mundial de lúpulo em 2005, de acordo com FAOSTAT foi a seguinte:
1. Alemanha 29 000 toneladas
2. EUA 26 180 toneladas
3. China 20 000 toneladas
4. República Checa 6 800 toneladas
5. Polônia 3 355 toneladas
6. Austrália 2 000 toneladas
7. Coreia do Norte 2 000 toneladas
8. UK 2 000 toneladas
9. Eslovênia 1 500 toneladas
10. França 1 400 toneladas

A produção mundial de 2005 foi de 102 216 toneladas.